# Nikolai Iwanowitsch Ryssakow

Nikolai Ryssakow
im Jahr 1880

Nikolai Iwanowitsch Ryssakow (russisch Николай Иванович Рысаков, wiss. Transliteration Nikolaj Ivanovič Rysakov; * 2. Maijul. / 14. Mai 1861greg. in der Siedlung Kurdjug, Landkreis Belosersk, Gouvernement Nowgorod; † 3. Apriljul. / 15. April 1881greg. in Sankt Petersburg) war ein russischer Narodnik – genauer, ein Kämpfer innerhalb des Narodnaja Wolja (Volkswille). 1881 warf der Terrorist die erste von zwei Bomben auf Alexander II. Die zweite Bombe, an gleicher Stelle kurz darauf von Ignati Grinewizki geworfen, verletzte den Herrscher tödlich.

## Leben
Nikolai, der Sohn des Sägewerksverwalters Iwan Sergejewitsch Ryssakow und seiner Frau Matrjona Nikolajewna Ryssakowa, besuchte die Grundschule im Landkreis Wytegra und darauf die Realschule im Landkreis Tscherepowez. In letzterer geriet Nikolai vonseiten der Lehrer unter nihilistischen Einfluss. Ab 1878 studierte Nikolai an der Bergakademie Sankt Petersburg, brach das Studium aber bald ab und schloss sich 1879 den Narodniki an. Schließlich war Nikolai Ryssakow, besonders unter Leitung von Andrei Scheljabow, zur terroristischen Aktion bereit. Im Februar 1881 wurde er Mitglied der Kampfgruppe zur Ermordung des Zaren.
Am 13. März verließ Alexander II. den Michailowski-Palast und bestieg seine gepanzerte Kutsche. Nikolai Ryssakow warf  nahe beim Gribojedow-Kanal eine Bombe unter das Gefährt des Zaren. Die Bombe explodierte unter den Pferden und die Kutsche kippte um. Die Explosion soll den Attentäter gegen einen Zaun geworfen haben. Nikolai Ryssakow wurde am Tatort festgenommen. Mehrere Passanten, darunter ein 14-jähriger Junge, kamen durch die Explosion ums Leben. Bevor Alexander II. seinen Weg in Richtung des genannten Kanals zu Fuß fortsetzte, soll er den Attentäter nach seinem Namen gefragt haben. Nikolai Ryssakow log: „Bürger Glasow“. Unter diesem Namen lebte er in Petersburg. Der Zar soll sich abgewendet haben und hinüber zum Kanal gegangen sein. Dort wartete Ignati Grinewizki mit der zweiten Bombe.
Mit dem überlebenden Nikolai Ryssakow hatte die Polizei einen guten Fang gemacht. Angesichts der Todesstrafe verriet der Gefangene alles, was er über den Narodnaja Wolja wusste. In der Petersburger Teleschnaja-Straße konnte am selben Tage noch Gesja Mirowna Gelfman (in zeitgenössischen Quellen „Hesse Helfmann“) festgenommen werden. Ihr ebenfalls in der Wohnung anwesender Lebensgefährte Nikolai Alexejewitsch Sablin erschoss sich beim Herannahen der Polizei. Zwei Tage darauf wurde in derselben Wohnung Timofei Michailowitsch Michailow verhaftet. Nikolai Ryssakow gab der Polizei auch Hinweise zu Sofja Perowskaja, Wera Figner und Iwan Panteleimonowitsch Jemeljanow.

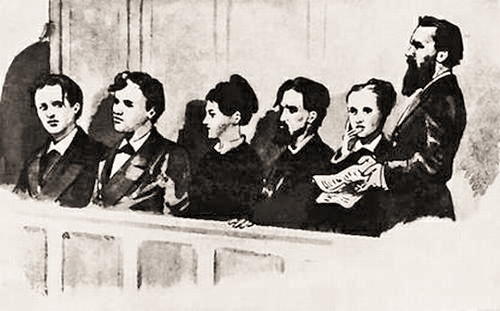
Die Attentäter auf der Anklagebank (Polizei-Illustration zwischen 7. und 10. April 1881); von links nach rechts
Ryssakow, Michailow, Gelfman, Kibaltschitsch, Perowskaja und Scheljabow

Am 15. April wurde Nikolai Ryssakow zusammen mit den Perwomartowzy Timofei Michailow, Sofja Perowskaja, Andrei Scheljabow und dem Bombenbauer Nikolai Kibaltschitsch auf dem Petersburger Semjonow-Platz, dem Paradeplatz des Semjonowskoje-Leibgarderegiments, erhängt. Unmittelbar vor der Hinrichtung soll Sofja Perowskaja jedem Verschwörer einen Abschiedskuss gegeben, sich aber von dem Verräter Ryssakow abgewendet haben. Denn von den fünf Verschwörern soll nur Nikolai Ryssakow ausgesagt haben. Alles umsonst – Alexander III. hat sein Versprechen, dafür Ryssakows Leben zu schonen, nicht gehalten. Die fünf Leichen wurden anonym – in einem Massengrab – bestattet.